# Tokamak Novillo
El "Tokamak Novillo" o  "Novillo Mexicano" fue un reactor experimental de fusión único en Latinoamérica, con excepción de Brasil.

## Inicio
En 1978 se inició un proyecto mexicano de fusión termonuclear, y en 1983, se propuso el diseño de una máquina experimental llamada “Novillo”. Este pequeño Tokamak fue diseñado y construido por trabajadores mexicanos del ININ en el Centro Nuclear de Salazar, México. El objetivo, desarrollar un dispositivo que permitiera llevar adelante un programa de investigación en física de plasmas.
La continuación de los trabajos de investigación en el Tokamak Novillo, permitirá que el país se reincorpore a una de las áreas de investigación en Física de Plasmas más prometedoras para el futuro energético. La infraestructura existente y la experiencia adquirida, permitirán contribuir al desarrollo de una futura aplicación de la energía nuclear de fusión, la cual será una fuente alterna de energía en el presente siglo. La continuación de las investigaciones en fusión permitirá a los investigadores del ININ, el ingreso a programas bajo el auspicio del Organismo Internacional de Energía Atómica y a un futuro mediano, el ingreso a los trabajos relacionados con los proyectos ITER e IGNITOR.

## TPM-1U
Recuperando los restos del proyecto Novillo, se considera volverlo a poner en operación añadiendo actualizaciones, proyectos conocidos como TPM-1 y TPM-1U